# Roman Smal-Stozkyj

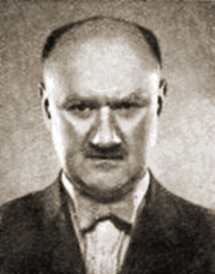
Roman Smal-Stozkyj 1936

Roman Stepanowytsch Smal-Stozkyj (ukrainisch Роман Степанович Смаль-Стоцький, englisch Roman Smal-Stocki; * 8. Januar 1893 in Czernowitz, Herzogtum Bukowina, Österreich-Ungarn; † 27. April 1969 in Washington, D.C., Vereinigte Staaten) war ein ukrainischer Linguist, Hochschullehrer und Botschafter.

## Leben
Roman Smal-Stozkyj kam als Sohn des ukrainischen Slawisten und Politikers Stepan Smal-Stozkyj in Czernowitz in der heute ukrainischen Oblast Tscherniwzi zur Welt. Zwischen 1903 und 1911 besuchte er die Schule in seiner Geburtsstadt und studierte anschließend Linguistik an den Universitäten in Wien, Leipzig und zuletzt in München, wo er 1915 promovierte und daraufhin an der Orient-Akademie in Berlin lehrte.
Während des Ersten Weltkriegs war er in der Union für die Befreiung der Ukraine engagiert, die er bei der Organisation von Bildungs- und Kulturaktivitäten für ukrainische Kriegsgefangene, die in der russischen Armee gekämpft hatten, unterstütze. Zum Ende des Jahres 1918 wurde er der diplomatische Vertreter der Westukrainischen Volksrepublik in Berlin und im Januar 1919, nach dem Zusammenschluss der Westukrainischen Volksrepublik mit der Ukrainischen Volksrepublik (UNR), wurde er Berater und 1921, in Nachfolge von Mykola Porsch, Botschafter der ukrainischen Botschaft in Berlin. Nach dem Untergang der Ukrainischen Volksrepublik im März 1923 war er bis 1926 Professor für vergleichende slawische Linguistik an der Ukrainischen Freien Universität in der tschechoslowakischen Hauptstadt Prag und von Ende 1924 bis 1939 zunächst als Assistenzprofessor und später als ordentlicher Professor für ukrainische Linguistik an der Universität in Warschau, wo er von 1929 bis 1939 auch Sekretär des ukrainischen wissenschaftlichen Instituts war. In den Jahren 1924 bis 1945 war er zudem Gastprofessor an Universitäten in London und Cambridge und fungierte als inoffizieller Vertreter der UNR-Regierung in London. 1934 wurde Smal-Stozkyj Vollmitglied der Wissenschaftlichen Gesellschaft Schewtschenko in Lwiw. Während des Zweiten Weltkrieges war er Professor der Prager Universität.
Nach dem Krieg emigrierte er in die amerikanische Besatzungszone nach Westdeutschland und von dort aus 1957 in die Vereinigten Staaten. Dort war er bis 1965 Professor für Osteuropäische Geschichte an der Marquette University in Milwaukee, an der er 1949 ein slawisches Institut gründete, dessen Direktor er bis zu seiner Pensionierung im Jahr 1965 war. Von 1951 an war er Präsident der Shevchenko Scientific Society in the US und ab 1955 Vorsitzender des Weltrates der Shevchenko Scientific Society.  Außerdem war er Mitglied des Politischen Rates des Ukrainian Congress Committee of America und einer der Initiatoren zum Bau des Taras-Schewtschenko-Denkmals in der amerikanischen Hauptstadt. Roman Smal-Stozkyj publizierte mehr als 150 Werke zur ukrainischen Sprache, Literatur, Kultur, Geschichte und Politik. Er starb 76-jährig in Washington, D.C. und wurde auf dem ukrainischen katholischen Friedhof in Langhorne, Pennsylvania bestattet.